# Arteria tiroidea inferior
La arteria tiroidea inferior es una arteria que nace unas veces directamente de la arteria subclavia y otras del tronco tirocervical.

## Ramas
Ramas colaterales:
- Arteria laríngea inferior
- Ramas esofágicas.
- Ramas faríngeas.
- Ramas traqueales.

Ramas terminales:
- Rama glandular inferior.
- Rama glandular posterior.
- Rama glandular profunda.

## Distribución
Se distribuye hacia el esófago, laringe, tráquea, músculos cervicales y glándula tiroides.